# Степанівка (Звягельський район)
Степа́нівка — село в Україні, в Звягельському районі Житомирської області. Населення становить 906 осіб. Входить до складу Ємільчинської селищної громади. Колишній центр Степанівської сільської ради.

## Географія
На південному сході від села бере початок річка Телина.

## Історія
Село Емільчинської волості Новоград-Волинського повіту Волинської губернії. Відстань від повітового міста 52 версти, від волості 11. Дворів 92, мешканців 612.
Під час загострення сталінських репресій проти українського селянства в 30-і роки 20-го століття органами НКВС безпідставно було заарештовано та позбавлено волі на різні терміни 9 мешканців села, з яких 2 чол. розстріляно Нині всі постраждалі від тоталітарного режиму реабілітовані і їхні імена відомі

### Список репресованих осіб
- Дейнека Микола Дмитрович
- Євтушок Никифор Васильович
- Євтушок Олександр Іванович
- Лакейчук Юхим Іванович
- Лугина Микита Кузьмович
- Тропан Карпо Юхимович
- Ходоровський Казимир Францович
- Ярмоленко Олександр Мартинович
- Яценко Іван Савелійович[2]